# Seznam medailistů a medailistek na mistrovství Evropy v biatlonu – smíšená štafeta
Seznam medailistek a medailistů na mistrovství Evropy v biatlonu ze smíšené štafety představuje chronologický přehled stupňů vítězů ve smíšené štafetě na mistrovství Evropy konaného pravidelně od roku 2016.
Smíšená štafeta byla na evropský šampionát zařazena poprvé v roce 2016. 
| Rok  | Dějiště        | Zlato                                                                                      | Stříbro                                                                              | Bronz                                                                                         |
| ---- | -------------- | ------------------------------------------------------------------------------------------ | ------------------------------------------------------------------------------------ | --------------------------------------------------------------------------------------------- |
| 2016 | Ťumeň          | Rusko Anastasija Zagorujková Olga Jakuszowa Matvej Jelisejev Jevgenij Garaničev            | Slovensko Paulína Fialková Jana Gereková Matej Kazár Martin Otčenáš                  | Norsko Sigrid Bilstad Neraasenová Bente Landheimová Henrik L'Abée-Lund Håvard Bogetveit       |
| 2017 | Dušníky        | Rusko Irina Starychová Světlana Slepcovová Alexej Volkov Alexandr Loginov                  | Norsko Karoline Erdalová Marion Rønning Huberová Erlend Bjøntegaard Fredrik Gjesbakk | Ukrajina Anastasija Merkušinová Julija Džymová Aleksandr Żyrny Rusłan Tkałenko                |
| 2018 | Ridnaun        | Ukrajina Julija Żurawok Iryna Varvynecová Artem Pryma Dmytro Pidručnyj                     | Rusko Viktoria Slivková Anastasija Zagorujková Jevgenij Garaničev Alexandr Loginov   | Norsko Emilie Ågheim Kalkenbergová Kaia Wøien Nicolaisenová Håvard Bogetveit Fredrik Gjesbakk |
| 2019 | Raubiči        | Švédsko Emma Nilssonová Mona Brorssonová Martin Ponsiluoma Sebastian Samuelsson            | Německo Nadine Horchlerová Janina Hettichová Lucas Fratzscher Philipp Horn           | Bělorusko Dzinara Alimbekavová Hanna Solová Raman Jalotnau Sergej Bocharnikov                 |
| 2020 | Raubiči        | Ukrajina Valentyna Semerenková Julija Džymová Artem Pryma Dmytro Pidručnyj                 | Rusko Kristina Rezcovová Viktoria Slivková Eduard Latypov Said Karimulla Chalili     | Norsko Åsne Skredeová Ida Lienová Sivert Guttorm Bakken Aleksander Fjeld Andersen             |
| 2021 | Dušníky        | Norsko Emilie Ågheim Kalkenbergová Åsne Skredeová Erlend Bjøntegaard Sivert Guttorm Bakken | Německo Vanessa Voigtová Marion Deigenteischová Dominic Schmuck Philipp Nawrath      | Ukrajina Iryna Petrenková Valentyna Semerenková Bogdan Cymbal Artem Pryma                     |
| 2022 | Velký Javor    | Norsko Erlend Bjøntegaard Johannes Dale Jenny Enoddová Ragnhild Femsteineviková            | Německo Lucas Fratzscher Philipp Horn Janina Hettichová Sophia Schneiderová          | Švýcarsko Serafin Wiestner Martin Jäger Elisa Gasparinová Aita Gasparinová                    |
| 2023 | Lenzerheide    | Norsko Maren Kirkeeideová Karoline Erdalová Erlend Bjøntegaard Vebjørn Sørum               | Německo Lisa Maria Sparková Selina Grotianová Dominic Schmuck Lucas Fratzscher       | Švédsko Tilda Johanssonová Stina Nilssonová Malte Stefansson Anton Ivarsson                   |
| 2024 | Brezno-Osrblie | Norsko Isak Frey Johan-Olav Botn Ida Lienová Maren Kirkeeideová                            | Francie Théo Guiraud-Poillot Antonin Guigonnat Océane Michelonová Camille Benedová   | Itálie Nicola Romanin Nicolò Betemps Beatrice Trabucchiová Hannah Auchentallerová             |